# 訃報 1979年8月
訃報 1979年8月（ふほう 1979ねん8がつ）では、1979年（昭和54年）8月中に物故した、又は物故が報じられた人物についてまとめる。

## （1日 - 15日）

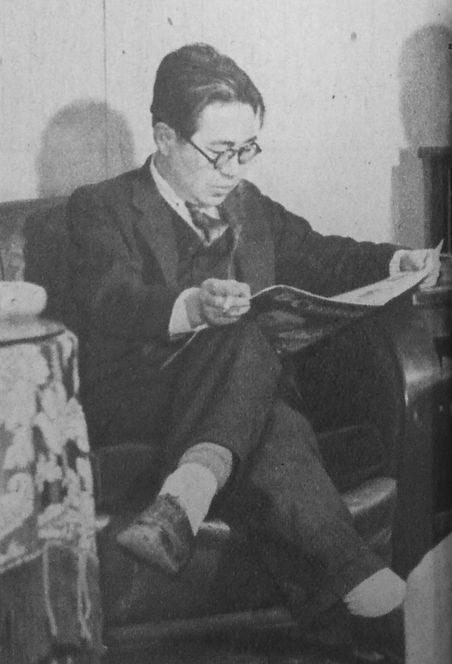
龍口直太郎／8月1日没

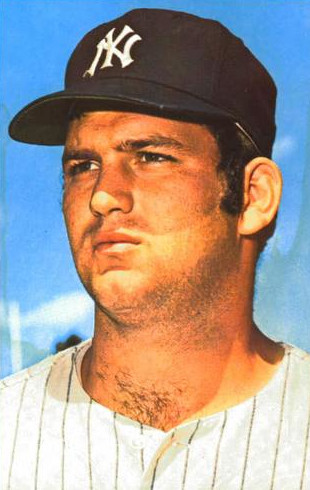
サーマン・マンソン／8月2日没

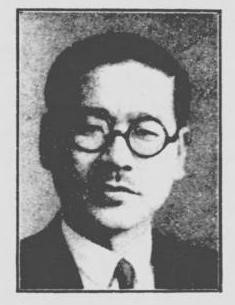
羽田武嗣郎／8月8日没

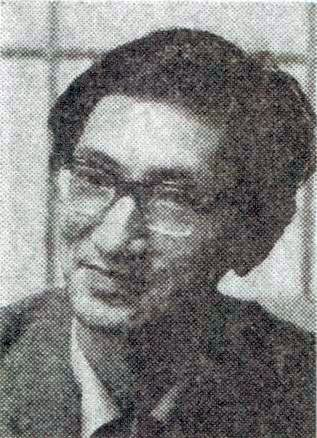
福永武彦／8月13日没

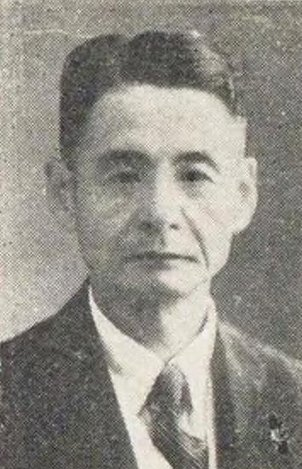
浅井清／8月14日没

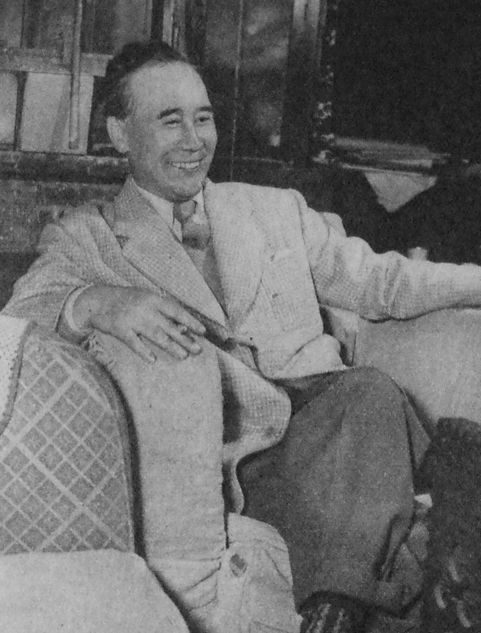
高野三三男／8月15日没

- 8月1日 - 奥田譲、水産化学者（* 1883年）
- 8月1日 - 龍口直太郎、アメリカ文学研究者（* 1903年）
- 8月2日 - 山田清人、教育運動指導者・教育研究家（* 1906年）
- 8月2日 - サーマン・マンソン、メジャーリーガー（* 1947年）
- 8月6日 - 広瀬川惣吉、大相撲力士（* 1919年）
- 8月7日 - 猪俣勝人、脚本家（* 1911年）
- 8月8日 - 羽田武嗣郎、政治家・衆議院議員（* 1903年）
- 8月10日 - 丸山義二、農民作家（* 1903年）
- 8月13日 - 福永武彦、小説家（* 1918年）
- 8月13日 - ヨハンナ・マルツィ、ヴァイオリニスト（* 1924年）
- 8月14日 - 浅井清、公法学者・法学博士（* 1895年）
- 8月15日 - 高野三三男、画家（* 1900年）
- 8月15日 - 西村関一、牧師・政治家（* 1900年）

## （16日 - 31日）

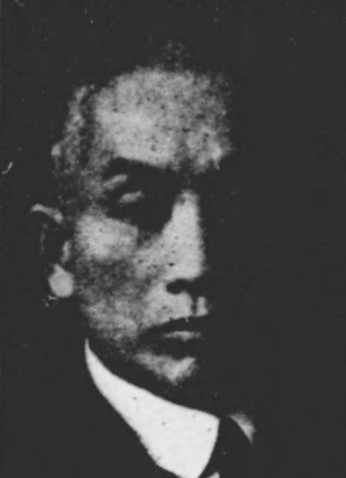
小久江美代吉／8月18日没

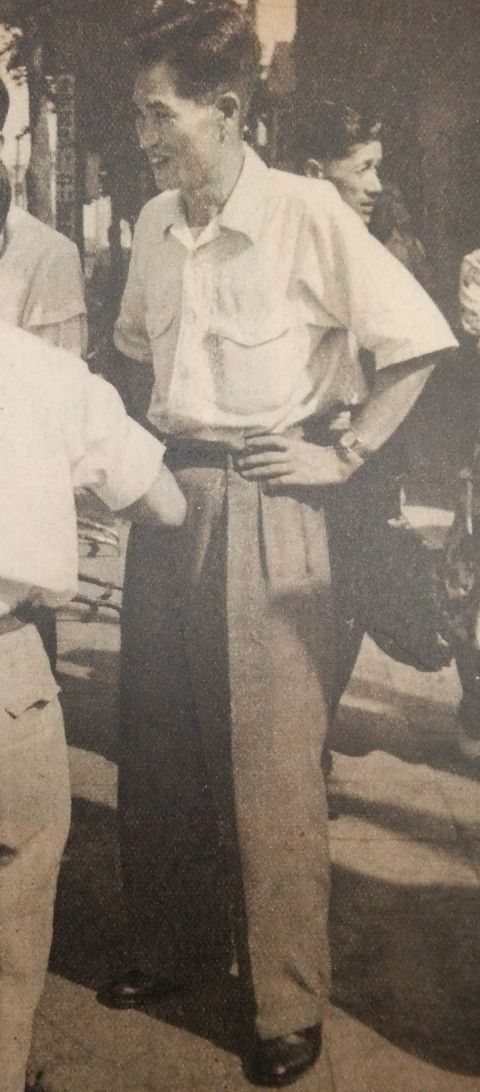
鍋山貞親／8月18日没

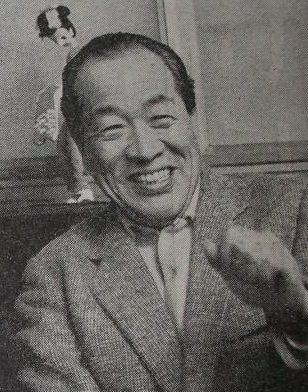
藤林甲／8月21日没

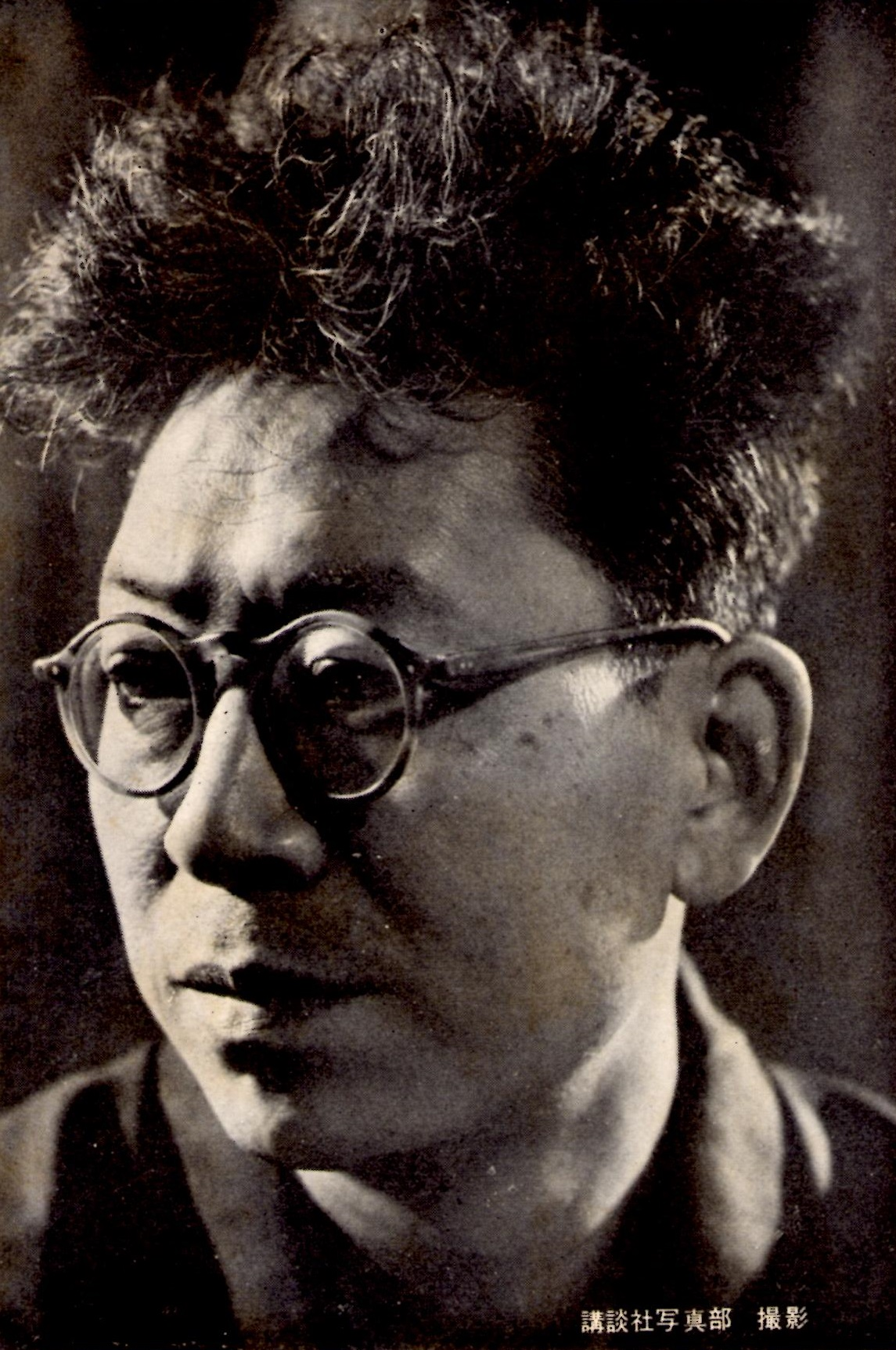
中野重治／8月24日没

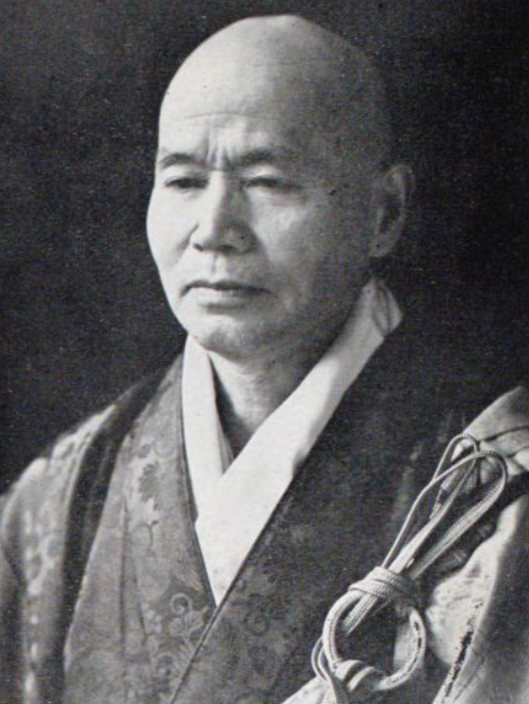
朝比奈宗源／8月25日没

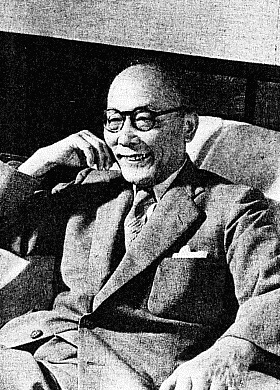
高橋雄豺／8月26日没

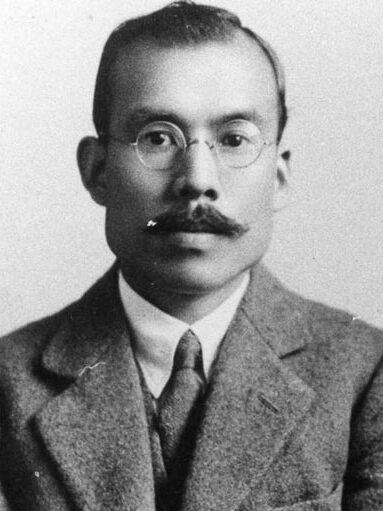
竹鶴政孝／8月29日没

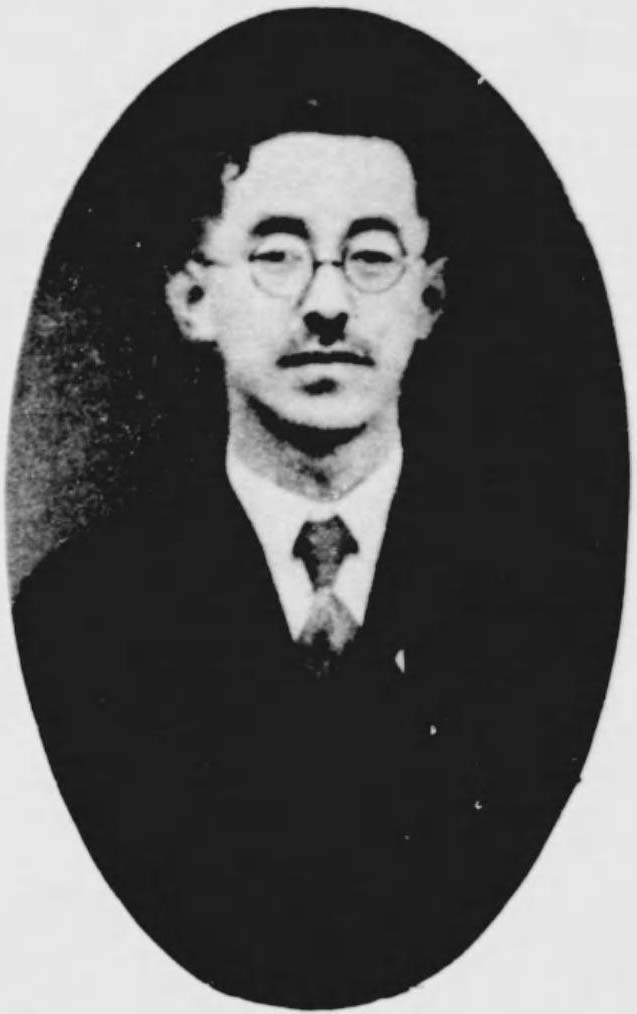
持永義夫／8月31日没

- 8月18日 - 小久江美代吉、政治家・弁護士（* 1880年）
- 8月18日 - 鍋山貞親、社会運動家（* 1901年）
- 8月21日 - 藤林甲、照明技師（* 1908年）
- 8月21日 - 瀬田貞二、児童文学作家（* 1916年）
- 8月23日 - 中井悦雄、元プロ野球選手（* 1943年）
- 8月24日 - 中野重治、小説家・政治家（* 1902年）
- 8月24日 - 野村守夫、洋画家（* 1904年）
- 8月25日 - 朝比奈宗源、臨済宗の僧侶（* 1891年）
- 8月26日 - 高橋雄豺、内務官僚・実業家・ジャーナリスト（* 1889年）
- 8月27日 - 高田元三郎、ジャーナリスト（* 1894年）
- 8月28日 - 与儀眞助、プロ野球選手（* 1928年）
- 8月29日 - 竹鶴政孝、ニッカウヰスキー創業者・実業家（* 1894年）
- 8月31日 - 持永義夫、内務・厚生官僚・政治家（* 1893年）